# Radulomyces
Radulomyces M.P. Christ. (woskownik) – rodzaj grzybów z rodziny Radulomycetaceae. W Polsce występują 3 gatunki.

## Charakterystyka
Grzyby kortycjoidalne o owocniku rozpostartym, rozproszonym, woskowatym, higrofanicznym. Hymenofor gładki, guzkowaty, odontioidalny do raduloidalnego. Subikulum blade, cienkie. System strzępkowy monomityczny, strzępki szkliste, cienkie nieco grubościenne, ze sprzążkami. Cystyd brak, ale często w hymenium znajdują się końcówki strzępek. Podstawki maczugowate, krępe, 4-sterygmowe, ze sprzążkami bazalnymi i obfitymi kroplami oleju. Bazydiospory kuliste lub prawie kuliste, gładkie, średnio grubościenne, rzadko cienkościenne, nieamyloidalne, niecyjanofilne.

## Systematyka i nazewnictwo
Pozycja w klasyfikacji według Index Fungorum: Radulomycetaceae, Agaricales, Agaricomycetidae, Agaricomycetes, Agaricomycotina, Basidiomycota, Fungi.
Synonimy nazwy naukowej: Flavophlebia (Parmasto) K.H. Larss. & Hjortstam, Phlebia sect. Flavophlebia Parmasto.
Polską nazwę nadał Władysław Wojewoda w 1973 r.
Gatunki występujące w Polsce:
- Radulomyces confluens (Fr.) M.P. Christ. 1960 – woskownik pozrastany
- Radulomyces molaris (Chaillet ex Fr.) M.P. Christ. 1960 – woskownik zębaty
- Radulomyces rickii (Bres.) M.P. Christ. 1960 – woskownik niepewny

Nazwy naukowe na podstawie Index Fungorum. Nazwy polskie według Władysława Wojewody.